# Computerstimme
Als Computerstimme wird eine vom Computer generierte menschliche Stimme bezeichnet, die zur automatisierten, akustischen Übertragung von Informationen dient.
Anwendungen sind u. a.:
- „Vorlesen“ von Texten an einer Arbeitsstation
- Aussprache-Hilfe (z. B. Oxford- oder American English) bei digitalen Lexika
- Informationen bei Auto-Navigationssystemen
- Ansagen in öffentlichen Verkehrsmitteln
- Zeitansage im Telefon oder bei anderen Zeitdiensten
- Automatisch generierte Warnungen und andere Hinweise
- Fehlermeldungen technischer Systeme, bei Störungen im Flugzeug-Cockpit usw.
- Kreativer Einsatz in der Musik (beispielsweise bei Kraftwerk)